# Markens gröda (film)
Markens gröda (originaltitel Markens grøde) är en norsk svartvit stumfilm (drama) från 1921. Filmen regisserades av Gunnar Sommerfeldt och i huvudrollen som Isak ses Amund Rydland.

## Handling
Isak och Inger sliter med ett nybygge mitt ute i vildmarken. De får flera barn, men när ett av dessa föds med läppspalt dräper Inger barnet och dömds till sex års fängelse. Isak fortsätter sitt arbete med nybygget och när Inger återvänder har gården växt betydligt. En dag påträffar Isak en kopparfyndighet på sin egendom som han säljer. Efter flera ägarbyten tas driften över av ett svenskt konsortium som sätter igång med stordrift. Bygden genomgår en blomstringstid och folk vänder sitt tidigare leverbröd jordbruket ryggen. Endast ett fåtal, och bland dem Isak, väljer att fortsätta som bönder. Efter ett tag kommer bakslaget: Driften i gruvan upphör och bygden tappar sin stora intäktskälla. Folket i bygden blir återigen jordbrukare och lever av den välsignade markens gröda.

## Rollista
- Amund Rydland – Isak
- Almar Bjørnefjell – Elesius, en ung bonde
- Sigurd Berg Bruland – Brede Olsen, en bondpojk
- Rolf Christensen
- Sivert Eliassen – Sivert
- Sigurd Eliasson – en bondpojk
- Fordel Johnsen – köpman
- Hans A. Meyer – lagrättsman
- Bernt Sakrihei Ravnåmo – Sivert som barn
- Laurits Ravnåmo – Elesius som barn
- Sigurd Røvatn – Sivert
- Sesse Schanke – Hansine, Isaks och Ingers dotter
- Gunnar Sommerfeldt – Geissler, länsman
- Inge Sommerfeldt – Barbro, Brede Olsens dotter
- Siljusson av Tärnaby – Os-Anders
- Karen Thalbitzer – Inger
- Ernst Vaumund – Aksel Strøm
- Ragna Wettergreen – Oline

## Om filmen
Markens gröda regisserades av danske Gunnar Sommerfeldt. Han hade tidigare främst verkat som skådespelare men även regisserat ett fåtal stumfilmer på 1910- och början av 1920-talet. I Markens gröda hade han också en mindre roll som länsman Geissler och detta blev en av hans sista filmroller. Filmen bygger på Knut Hamsuns roman med samma namn från 1917. Romanen var starkt bidragande till att han tilldelades Nobelpriset i litteratur 1920. Romanen omarbetades till filmmanus av Sommerfeldt. Filmen producerades av Norrøna Film med Sommerfeldt som produktionsledare. Den fotades av George Schnéevoigt och premiärvisades den 2 december 1921 i Norge. Den hade amerikansk premiär den 29 september 1929 under titeln Growth of the Soil. I Spanien fick filmen titeln Bendición de la Tierra, i Tyskland Segen der Erde och i Frankrike L'éveil de la glèbe.
Filmen var under många år förlorad. År 1971 hittades en förkortad och skadad version i New York, USA och 1992 hittades hittades ytterligare en färglagd kopia med nederländska mellantexter på ett nederländskt museum. De två kopiorna utgjorde sedan underlag för en omfattande restaurering. Sedan man funnit en svensk textlista upptäcktes att många scener placerats fel i den ursprungliga restaureringen. År 2009 gjordes därför en ny restaurering där man använde manus, de svenska textlistorna och Hamsuns roman för att rekonstruera de norska texterna. I restaureringsarbetet användes digital teknik vilken bland annat möjliggjorde att reparera skador och återskapa riktig bildhastighet.
Markens gröda var troligen den första norska stumfilmen med komponerad musik. Denna gjordes av Leif Halvorsen som komponerade musik för en hel symfoniorkester. Någon hel orkester spelade dock inte in musiken utan endast en musiker närvarade vid inspelningen. I samband med att filmen blev återfunnen hittades även Halvorsens handskrivna partitur. Partituret omarbetades 1994 av kompositören Bodvar Moe och framfördes av en symfoniorkester. År 2008 omarbetade Moe på uppdrag av Norska filminstitutet partituret så det passade filmen och musiken spelades in av NRK:s orkester. År 2009 framfördes musiken på turné i Europa. Samma år gavs filmen ut på DVD på vilken musiken fanns med.